# Johann Heinrich Fischer (Politiker)

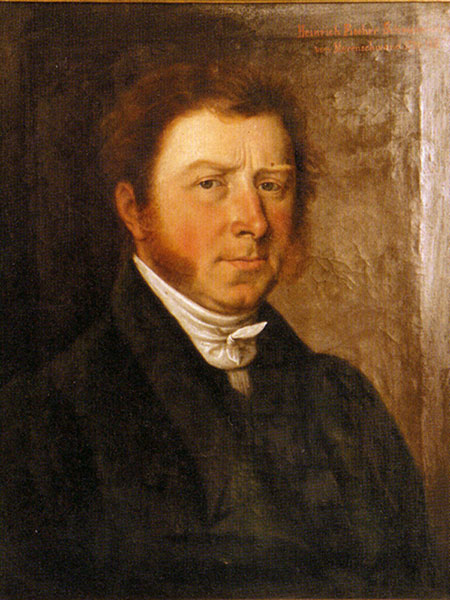
J. H. Fischer im Jahr 1827

Johann Heinrich Fischer (* 19. Juni 1790 in Merenschwand; † nach Juni 1861 (verschollen)) war ein Schweizer Gastwirt und Politiker. Er war der Anführer des Freiämtersturms, eines Aufstands, der 1830 zum Sturz der Aargauer Regierung führte.

## Frühe Jahre
Fischer wurde als Sohn eines wohlhabenden Gastwirtpaars, Bannerherr Johann Caspar Fischer (1753–1798) und Maria Anna, geb. Huober (1769–1828), geboren. Seine Ausbildung erhielt er unter anderem im Kollegium in Solothurn. Im Alter von 18 Jahren wurde er Dorfschullehrer in Merenschwand. Nach Erreichen der Volljährigkeit übernahm er im Dezember 1810 den Gasthof Schwanen von seiner Mutter (sein Vater war bereits 1798 gestorben) und gab seine Lehrtätigkeit auf. 1814 heiratete er Anna Maria Michel (1796–1869), mit der er insgesamt 10 Kinder hatte.
Ab 1818 besuchte Fischer regelmässig Versammlungen der Helvetischen Gesellschaft, die sich für die Schaffung eines liberalen Bundesstaates auf dem Gebiet der Eidgenossenschaft einsetzte. Vor allem Heinrich Zschokke übte einen nachhaltigen Einfluss auf Fischers politische Gesinnung aus. 1829 wurde er in den Grossen Rat gewählt.

## Freiämtersturm
Die katholischen Bewohner des Freiamts fühlten sich seit der Gründung des Kantons Aargau im Jahr 1803 von der mehrheitlich protestantischen Regierung in Aarau unterdrückt. Mehrere Petitionen, die eine geringere steuerliche Belastung forderten, blieben 1830 ungehört. Fischer setzte sich an die Spitze der Volksbewegung und forderte eine Verfassungsrevision. Als die Regierung untätig blieb, rief Fischer zum Freiämtersturm. Von Merenschwand aus zogen am 6. Dezember 1830 rund 6000 Bewaffnete nach Aarau. Die Regierungstruppen leisteten keinerlei Widerstand, und die Regierung wurde gestürzt.
Die Rückkehr nach Merenschwand wurde zu einem Triumphzug. «General» Fischer (wie ihn die Freiämter ehrfürchtig nannten) wurde 1831 zum Präsidenten des Verfassungsrates gewählt, der eine neue Verfassung ausarbeiten sollte. Diese fiel allerdings nicht im Sinne der konservativen Freiämter aus, da die liberalen Kräfte aus dem reformierten Kantonsteil ihre Forderungen durchsetzen konnten. Fischer hatte sich, obwohl er Katholik war, mit den mehrheitlich protestantischen Liberalen verbündet. Seine einstigen Mitstreiter fühlten sich verraten, da sie eigentlich eine Schwächung des ihnen verhassten Kantons erreichen wollten.

## Rückzug
Fischer verlor sehr rasch die Unterstützung in seiner Heimatregion und sah sich mit zahlreichen Anfeindungen konfrontiert. Er trat 1836 von allen politischen Ämtern zurück und zog 1837 nach Lenzburg um, wo ihm die Bevölkerung viel mehr Sympathie entgegenbrachte. Von nun an führte er ein sehr zurückgezogenes Leben und trat nur noch selten in der Öffentlichkeit auf. In Merenschwand weilte er nur noch gelegentlich.
An der Hochzeit seiner Tochter Josephine mit dem Frauenfelder Anwalt und späteren Oberrichter Karl Martin Rogg, am 27. Mai 1861, fehlte Fischer. Etwa einen Monat später, Ende Juni 1861, verliess Fischer seinen Wohnort mit unbekanntem Ziel. Er hatte keinerlei Angaben über sein mögliches Reiseziel gemacht, und man hörte nie mehr von ihm. Wie und woran er gestorben ist, ist ebenso unbekannt wie der Ort, an dem er begraben liegt.